# Youba Soumaré
Youba Soumaré, né le  9 mars 1993, est un joueur de futsal international français.

## Biographie

### Titres avec le KB futsal
Au terme de la saison 2017-2018, Youba Soumaré remporte le doublé Coupe-Championnat de France avec le Kremlin-Bicêtre futsal et marque un but dans chacune des finales.  
À la mi-saison 2018-2019, Soumaré participe à la victoire contre l'ACCES futsal, leader du championnat. Ce succès permet à l'équipe de conforter sa deuxième place et de devenir la dernière équipe invaincue de la compétition. 

### En équipe de France
En octobre  2013, alors joueur du Paris ACASA futsal, Youba est retenu par le sélectionneur Raphaël Reynaud pour un stage de détection à Clairefontaine afin d'intégrer l'équipe de France U21 de futsal. Il prend ensuite part à plusieurs rassemblements. 
En mai 2016, Youba Soumaré fait partie de la sélection nationale de futsal réunie en stage au CNF de Clairefontaine.  
Début avril 2019, lors du second des deux matchs amicaux face à l'Angleterre, un but de Youba clôt la large victoire française (6-0).
En octobre 2019, Youba Soumaré est sélectionné en équipe de France pour le tour principal de qualification au Mondial 2020. Qualifiée pour le tour Élite après deux victoires, Youba marque le premier but français lors du troisième match anecdotique contre la Serbie, permettant de revenir à 1-3 (défaite 5-4). Djamel Haroun, capitaine de la sélection, loue alors ses qualités de vitesse et sa combativité.

## Palmarès
- Championnat de France de futsal (1)
  - Champion : 2018 avec le KB.
  - Finaliste : 2017 avec le KB.

- Coupe de France de futsal (1)
  - Vainqueur : 2018 avec le KB.